# Автентична радикална либерална партия
Автентичната радикална либерална партия (на испански: Partido Liberal Radical Auténtico) е центристка либерална политическа партия в Парагвай.
Основана е през 1978 година и малко след това се превръща в основната партия в опозиция на авторитарния режим в страната. През 2008 година кандидатът на партията Федерико Франко е избран за президент, прекъсвайки над 60-годишното управление на десницата. На изборите през 2013 година Автентичната радикална либерална партия остава втора с 29% от гласовете и 27 от 80 места в долната камара на парламента.